# 룽먼 석굴
룽먼석굴(중국어 간체자: 龙门石窟, 정체자: 龍門石窟, 병음: Lóngmén shíkū)은 중국 허난성 뤄양 시의 남쪽 13 km 아래의 양쪽 언덕에 있는 동굴 사원이다. 유네스코 세계문화유산에 등록되어 있다.

## 개요
룽먼석굴의 역사는 북위(北魏)의 효문제(孝文帝)가 평성(平城) 즉 산서성(山西省)의 대동(大同, 다퉁)에서 낙양(洛陽, 뤄양)으로 천도한 태화(太和) 18년(494)부터 시작된다. 불교 조각 역사상 윈강석굴의 뒤를 이은 룽먼기(494년 - 520년)로 불리는 시기의 시작이다.
윈강석굴의 엉성한 사암질과 비교하면, 룽먼석굴의 특징은 딱딱하고, 촘촘한 감람석 재료로 되어 있다는 것이다. 그 때문에 북위기에 있어서는, 운강과 같이 거대한 석굴을 깎는다는 것은 기술적으로 한계가 있었다. 위서 석로지에도, 500년(경명 2년)에 선무제(宣武帝)가 효문제를 위해서 축조한 석굴은 규모가 너무 커서 햇빛이 보이지 않고, 계획축소를 피할 수 없게 된 내역을 기록하고 있다.
양식상의 특징은 갸름하고 처진 어깨, 목이 긴 조형이며, 전체적으로 가녀린 인상을 주는 점에 있다. 또 중국 고유의 조형도 눈에 띄어, 서방풍의 흔적은 희박해진다. 상괘좌가 발달하고, 장식도 섬세하여 회화적인 표현이 두드러졌다.
최초의 제작기는 5세기말 〈고양동〉 석굴 내부에서 볼 수 있는 사적인 불상 축조에 시작되었다. 전대인 선무제의 계획을 수용하여 산과 들을 깎아 만든 〈빈양동〉 3굴 가운데, 실제로 북위에 완성한 것은 〈빈양중동〉뿐이었고, 〈빈양남동〉과 〈북동〉이 완성된 것은 당(唐) 초기였다. 그 외 북위 시기의 대표적인 석굴로는 〈연화동〉을 들 수 있다. 북위 멸망 후에도 석굴의 축조는 대를 이어 계속되는데 〈약방동〉은 북제로부터 수나라에 걸쳐 축조된 석굴이다.
당대에는 위왕(魏王) 태가 빈양 3동을 수복해, 저수량(褚遂良)에게 명을 내려 서도사상 유명한 「이궐불감비」를 쓰게 하여 641년(정관 15년)에 비를 세웠다. 당대의 첫 대표작으로는 656년 - 669년(현경 연간~총장 연간)에 완성한 〈경선사동〉이 있다. 그 후 〈혜간동〉이나 〈만불동〉이 완성되어, 고종(高宗) 시대에 룽먼석굴은 최대의 전성기를 맞이하게 된다.
그 절정기의 석굴이 675년(상원 2년)에 완성된 〈봉선사동〉이다. 이것은 룽먼 최대의 석굴로 고종 때 시작되어 황후 무씨(武氏, 후의 측천무후)도 예산을 기부하였다. 봉선사에 있는 그 본존 비로자나불의 얼굴은 당시 이미 실권을 장악 하고 있던 측천무후(則天武后)의 용모를 조각한 것이라는 전설이 있지만, 기부된 시기와 맞지도 않고 여러 근거에서 부정되고 있다. 측천무후는 미륵불의 화신이라고 하여 존상도 맞지 않다.
측천무후의 시대에는 서산의 남방, 〈정토동〉의 부근까지 축조가 되었으므로, 측천무후 말에서 현종(玄宗)에 걸친 시기에는 동산에도 산과 들을 깎아 석굴을 축조하게 되게 되었다. 간경사동(看經寺洞)이 그 대표적인 작품이다.
또한 조각된 불상의 곁에는 조각상의 동기나 공양문, 각자의 이름이나 조각된 년월 등이 조상기로서 조각되어 덧붙여져 있지만, 북위 대부터 조각되어 특별히 뛰어난 20점에는 《룽먼 20품》이라고 하여 육조 진서의 서적으로 남아 있다.

## 등록기준
이 세계 유산은 세계유산 등록기준에 있어서의 아래의 기준을 충족시켰다고 인정하여 등록이 이루어졌다.
1. 인류의 창조적 재능을 표현하는 걸작.
2. 역사상 또는 문화권에 있어 건축, 기술, 기념비적 예술, 도시계획, 경관 디자인의 발전에 관해, 인류의 가치의 중요한 교류를 나타내는 것.
3. 현존하거나 소멸된 문화적 전통 또는 문명의 유일하거나 적어도 드문 증거.

룽먼 석굴
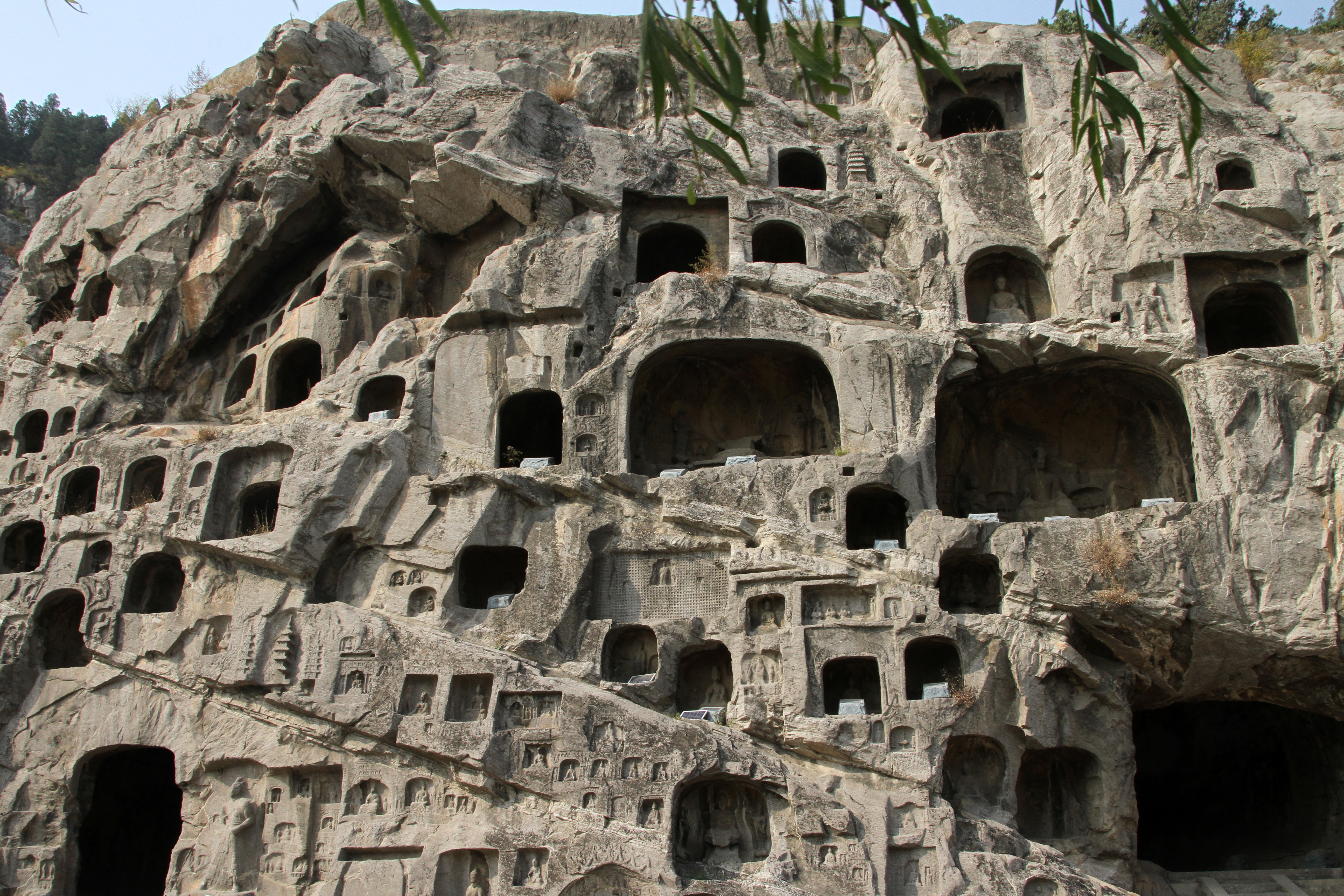
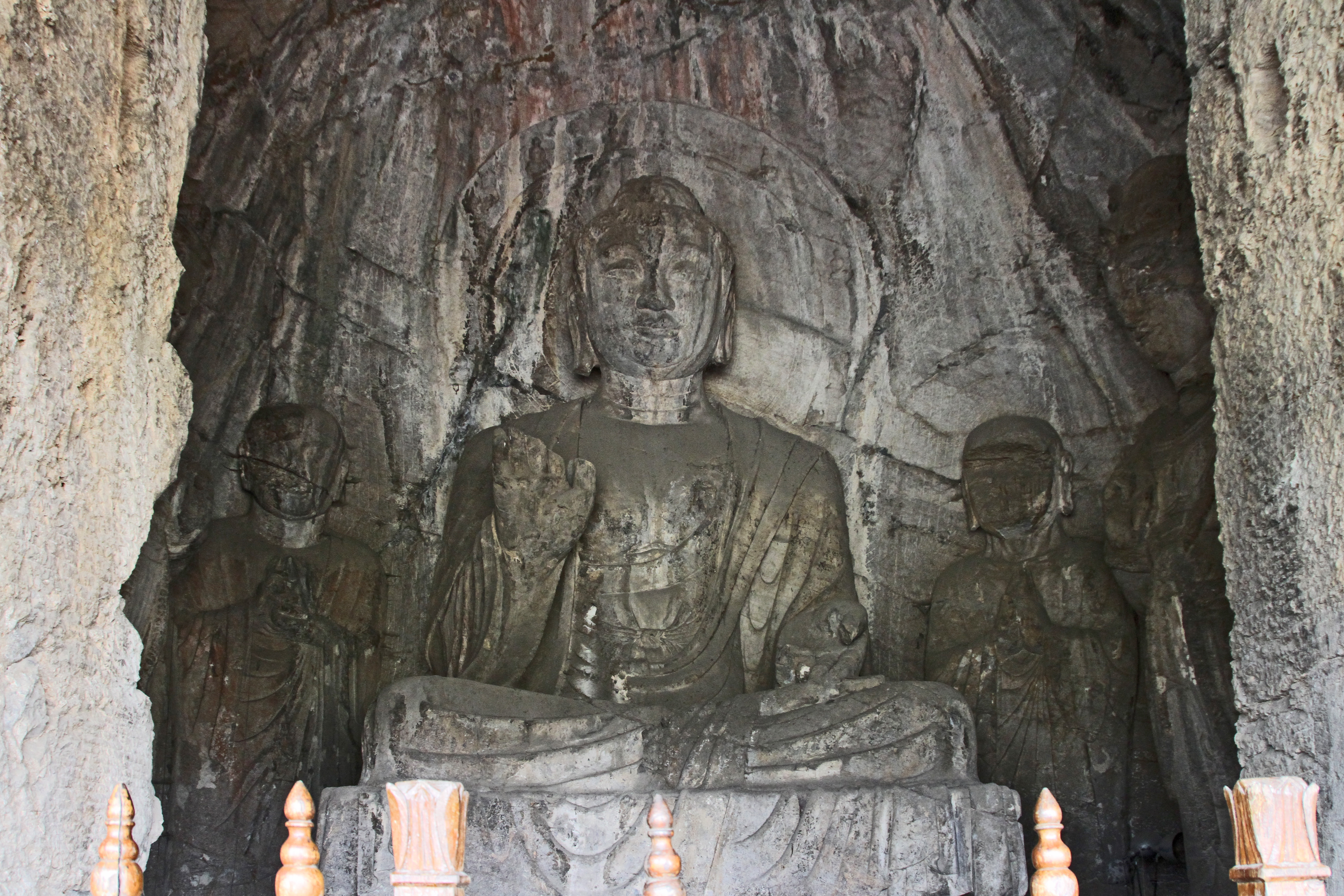
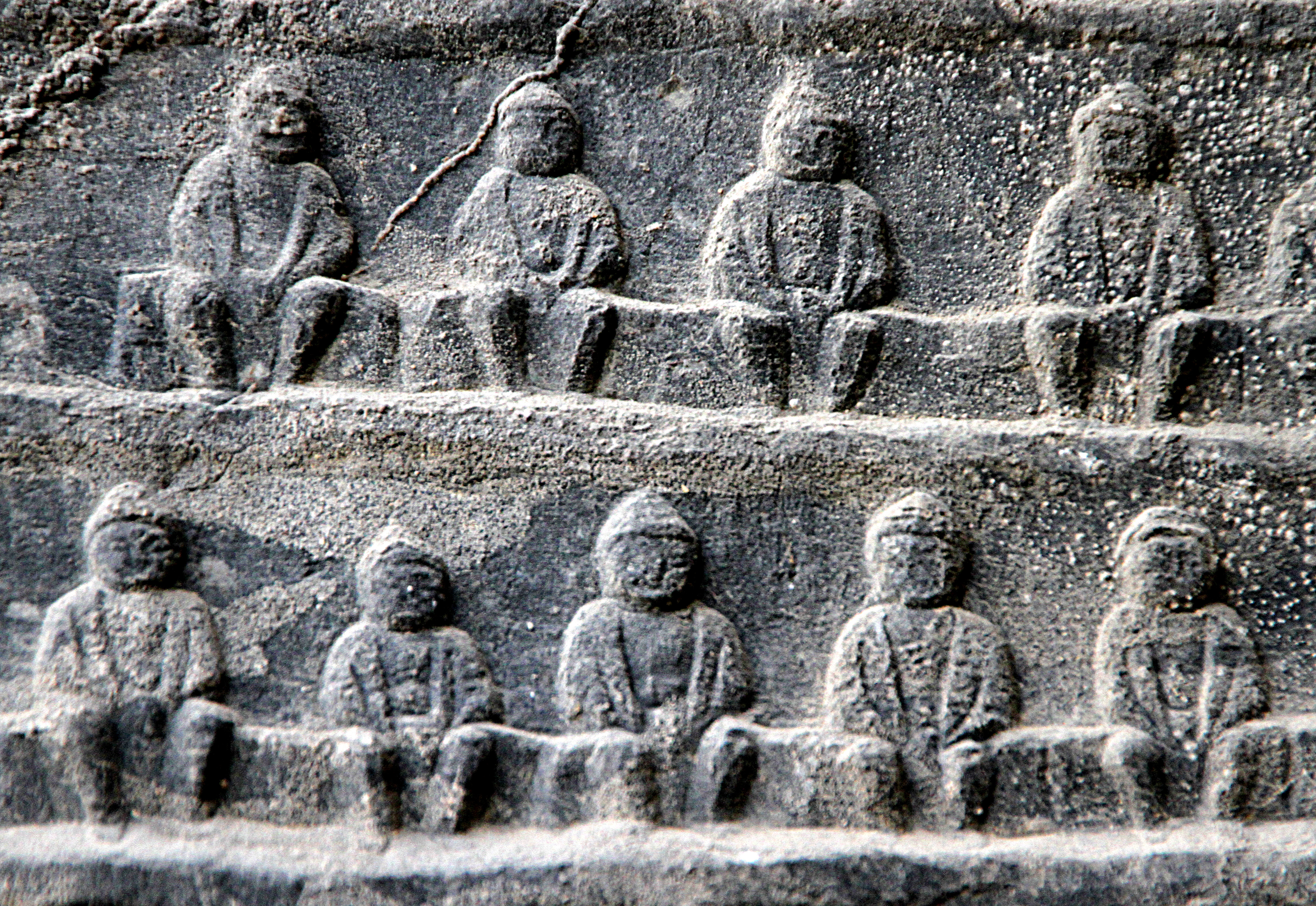
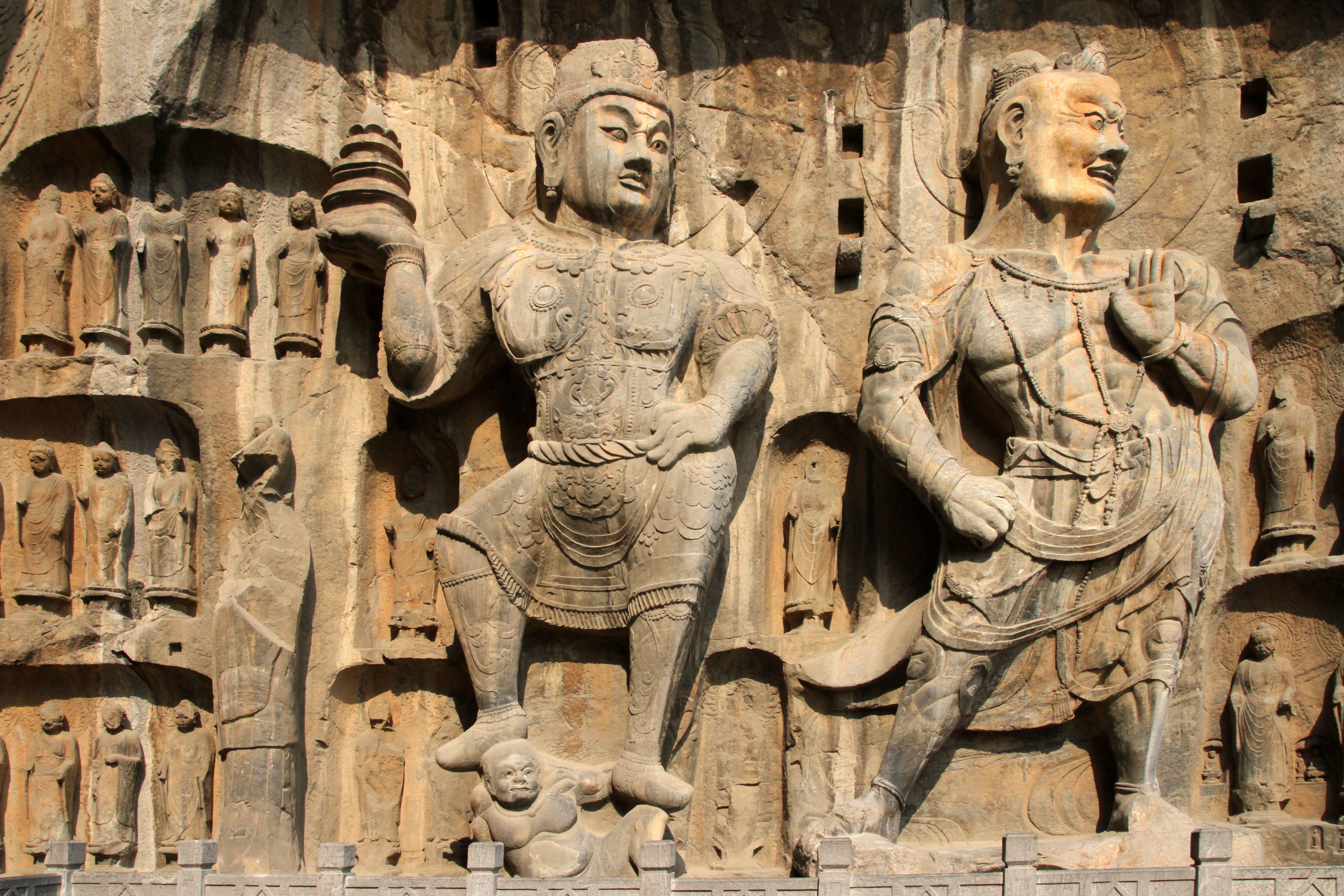
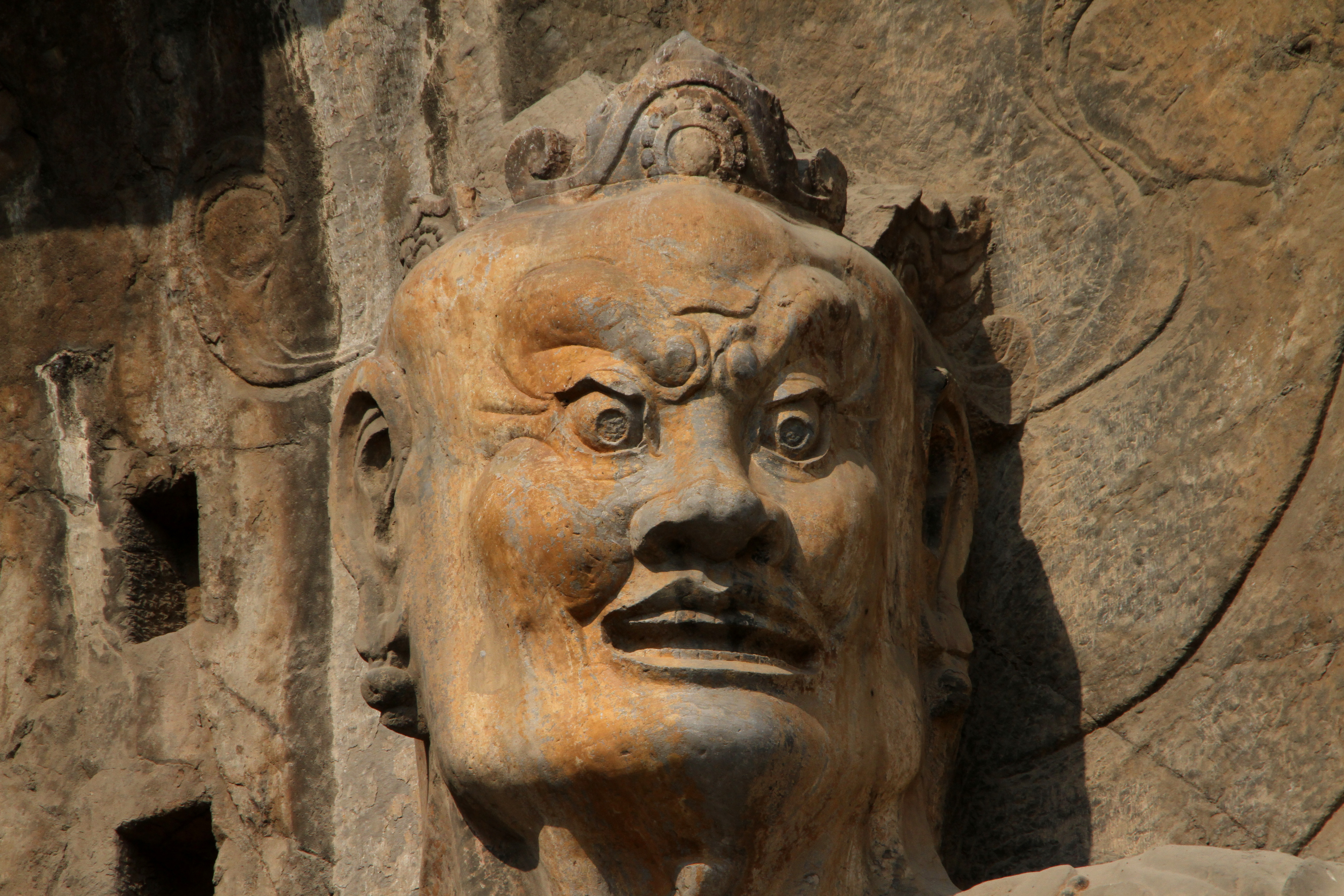
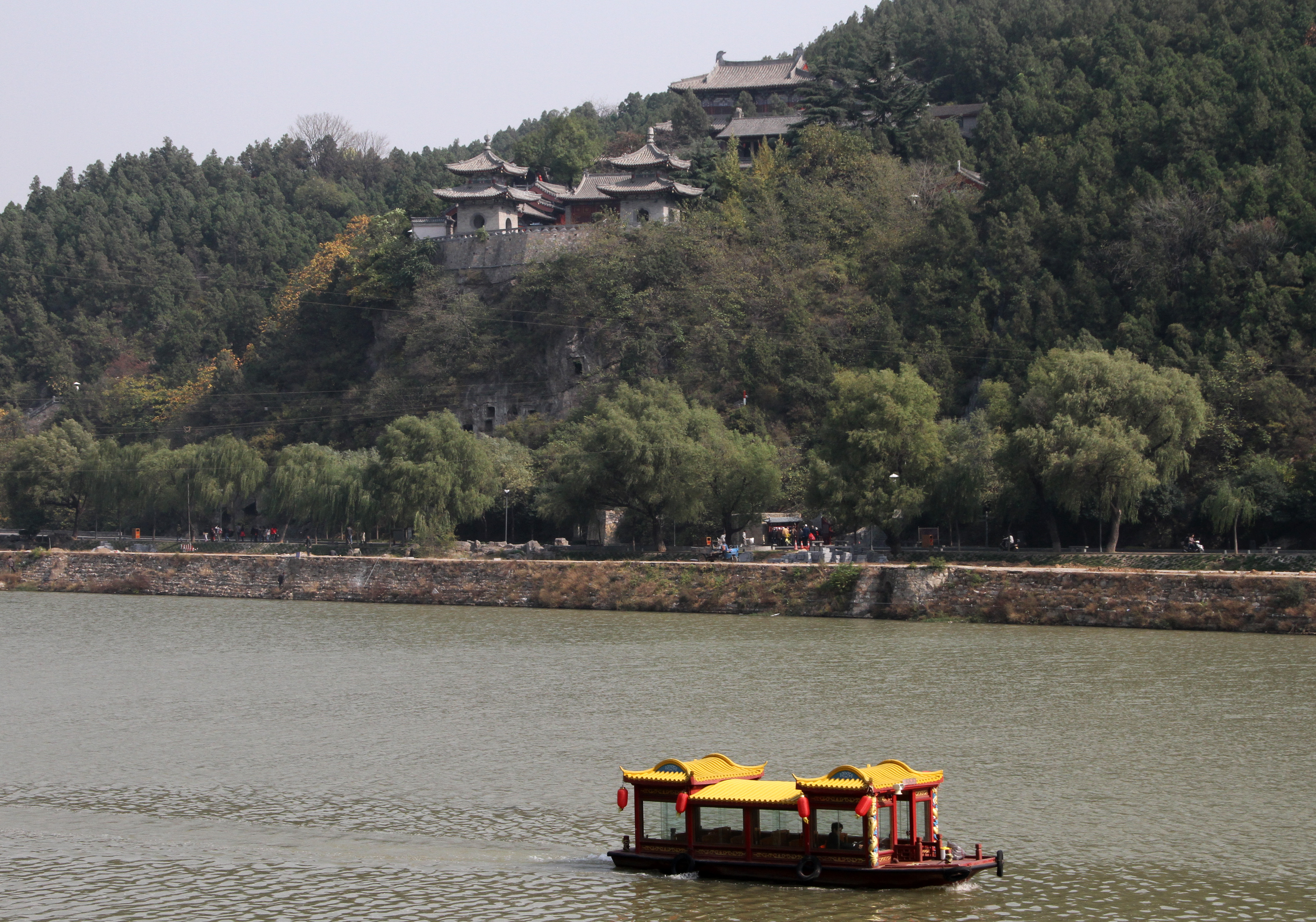

## 같이 보기
- 중화인민공화국의 세계유산
- 윈강석굴
- 막고굴